# Виктор Ђукановић
Виктор Ђукановић (Никшић, 29. јануар 2004) је црногорски фудбалер који тренутно наступа за Хамарби. Игра на позицији крилног нападача.

## Репрезентација
Почетком 2017. године био је на зимском кампу у Спортском центру Фудбалског савеза Србије у Старој Пазови. За репрезентацију Црне Горе до 15 година је дебитовао септембра 2018. године против Босне и Херцеговине. Наредних година је био члан свих млађих селекција Црне Горе. За сениорску репрезентацију Црне Горе дебитује 14. јуна 2022. у мечу Лиге нација против репрезентације Румуније.

## Успеси
Будућност Подгорица
- Прва лига Црне Горе (1) : 2020/21.[9]
- Куп Црне Горе (2) : 2020/21,[10] 2021/22.[11]